# Aérodrome de Lunéville - Croismare
L’aérodrome de Lunéville - Croismare (code OACI : LFQC) est un aérodrome civil, ouvert à la circulation aérienne publique (CAP), situé sur les communes de Chanteheux et de Croismare à 4 km à l’est de Lunéville en Meurthe-et-Moselle (région Lorraine, France).
Il est utilisé pour la pratique d’activités de loisirs et de tourisme (aviation légère).

## Histoire
Du 12 août 1916 au 24 mars 1917, l'escadrille N75 effectue sur le front Lorrain des missions de reconnaissance, de protection et de patrouille selon une plaque inaugurée le 31 octobre 2018 sur le mur extérieur du club-house de l'aéroclub. 
Vingt pilotes du 324th Fighter-Group U. S. Army Air-Force décollent de l'aérodrome sans retour entre janvier et mai 1945.
La plate forme a été occupée en partie par une base de desserrement de l’OTAN affectée à l’Aviation royale du Canada. Lors du retrait de la France du commandement militaire intégré de l’OTAN en 1966-1967, la base est rétrocédée au gouvernement français. L’aéroclub local, recréé en 1956, en est depuis l’occupant principal.
En 2018, la plateforme accueille le championnat de France de montgolfières ainsi qu’un Meeting aérien avec la patrouille de France et l’équipe de voltige de l’armée de l’Air (le Air show legend)

## Installations
L’aérodrome dispose de deux pistes orientées est-ouest :
- une piste bitumée (09L/27R) longue de 1 040 mètres et large de 20 ;
- une piste en herbe (09R/27L) longue de 750 mètres et large de 75.

L’aérodrome n’est pas contrôlé. Les communications s’effectuent en auto-information sur la fréquence de 123,500 MHz.
S’y ajoutent :
- une aire de stationnement ;
- des hangars ;
- une station d’avitaillement en carburant (100LL) et en lubrifiant[4].

## Activités
- Aéro-club de Lorraine (avions et ULM)[5]
- Aéro-club de Blainville (motoplaneurs)
- Les Ailes de France (avions anciens)
- Les zéphyrs (club de montgolfières)
- L'école Lorraine de paramoteurs